# Claudio Turchetto
Claudio Turchetto (Cordovado, 23 luglio 1944) è un ex calciatore italiano, di ruolo attaccante.

## Carriera
Ha militato in Serie A con le maglie di Brescia e L.R. Vicenza, per complessive 37 presenze e 8 reti, fra le quali spicca una tripletta al Palermo nel successo interno del Brescia sui rosanero del 1º marzo 1970.
Ha inoltre totalizzato 96 presenze e 20 reti in Serie B nelle file di Perugia, Brescia, Catania e Avellino, conquistando la promozione in massima serie con la squadra lombarda nella stagione 1968-1969.